# Кобадин
Вижте пояснителната страница за други значения на Кубадин.
Кобадин (понякога Кубадин, на румънски: Cobadin; на турски: Kobadin) е село в Румъния, в областта Северна Добруджа.
Селото е център на община от 5 села с общо 8888 жители (2007) в окръг Кюстенджа (Констанца), южно от Меджидия.

## История
По време на Първата световна война през септември-октомври 1916 година край него се разиграва голямото Кубадинско сражение между българските войски и румънско-руска армия. Тогава в селото има над 300 къщи. Населението се е състояло от татари, турци и немски колонисти.
Според местен жител, цитиран от Йордан Йовков, името на селото произлиза от 2 арабски думи – „хубд“, което значи възел или полюс, и „еди“ – седем, т.е. възел на 7 пътища. Кубадин наистина е на кръстопът - там се пресичат пътищата Добрич – Меджидия, Добрич – Кюстенджа, Силистра – Кюстенджа и още много други.

## Други
На Кубадин е наречена улица в квартал „Надежда II“ в София (Карта).